# Leyland Titan
Der Leyland Titan war ein Frontlenker-Buschassis mit Frontmotor, den Leyland Motors als Fahrgestell für Doppeldeckerbusse entwickelte. Darauf montierten verschiedene Aufbauhersteller ihre selbstentwickelten Karosserien für die speziell für das Vereinigte Königreich konzipierte Baureihe. Der Titan erschien 1927, und die Produktion wurde 1942 wegen des Zweiten Weltkriegs kriegsbedingt eingestellt. 1945 wurde sie wiederaufgenommen und bis 1969 mit Überarbeitungen fortgesetzt. Danach wurden die Produktionsanlagen nach Indien an Ashok Leyland abgegeben, die das Modell als Ashok Leyland Titan bis heute (2020) für den asiatischen Markt produzieren.
Im Vereinigten Königreich wurde der Titan vielerorts verwendet und auch erfolgreich nach Australien, Irland, Indien, Spanien, Südafrika und in viele andere Länder exportiert. Ab 1946 wurden spezifische Exportmodelle eingeführt, jedoch wurden alle Titans als Rechtslenker gebaut, unabhängig vom Status der Abnehmerländer.

## Modellhistorie
Vor 1924 hatten Leyland Motors und die Mehrheit der anderen britischen Nutzfahrzeughersteller ähnliche Fahrgestelle für Busse und Lkw, meist ein einfacher gerader Leiter-Stahlrahmen. Der Nachteil bei Bussen war hier ein relativ hoher Karosserieboden mit entsprechend hohem und beschwerlichen Zugang für die Passagiere. Zudem gab es hierbei speziell für die zunehmend nachgefragten Doppeldecker Probleme für die Stabilität durch die Bauhöhe. Die ersten Doppeldecker in Großbritannien wurden 1909 durch die Widnes Corporation verwendet. Das erste speziell für Doppeldecker abgestimmte Chassis schuf die Associated Equipment Company (AEC) 1923 für die London General Omnibus Company (beide damals Teil der Railways Company of London). Dieses AEC-405-Modell hatte einen Rahmen mit über der Achse an Befestigungspunkten verschweißten hochgezogenen Längsträgern, wodurch der untere Boden etwa einen Fuß niedriger lag als bei den anderen Doppeldeckervarianten AEC 301 und 401. Allerdings weigerte sich die Metropolitan Police, die damals für die gesetzliche Überwachung der Bau- und Sicherheitsvorschriften im Busverkehr von London zuständig war, einige Jahre lang, eine allgemeine Betriebsgenehmigung zu erteilen. So kam der AEC 405 nur angetrieben von einem rückständigen Vierzylinder-Seitenventil-Motor mit Dreigang-Ketten-Getriebe bei London General zum Einsatz.
1925 stellte Leyland Motors sein eigenes Doppeldeck-Busmodell für den allgemeinen Verkauf vor. In Abgrenzung zur Konkurrenz benannte Leyland seine Omnibusmodelle mit Tiernamen, so etwa die Eindeckerbusse Leyland Leveret (20–23 Sitzplätze), Leyland Lioness (26–30 Sitze), Leyland Lion (32–36 Sitze) und Leyland Leopard (38 Sitze). Der Doppeldecker mit bis zu 48 Sitzplätzen, so viel wie der AEC 405, erhielt den mythischen Namen Leyland Leviathan. Luftreifen für Nutzfahrzeuge waren damals in frühem Entwicklungsstadium und meist nur als Option erhältlich. Daher stattete Leyland den Leviathan serienmäßig mit sechs Vollgummireifen, zwei an der Vorderachse und vier auf der Hinterachse, aus. Der Leviathan war kein Verkaufswunder, im Gegensatz zum AEC-Modell mit seinem Monopolmarkt, dennoch wurden bis 1927 rund sechzig Exemplare verkauft, die meisten an kommunale Betreiber in Lancashire und Cheshire. Damit war Leyland Marktführer auf dem freien Markt.

### Vom Leviathan zum Titan
Die in britischen Städten vorhandenen elektrischen Straßenbahnen waren in den 1920er Jahren zunehmend veraltet. Auch der hohe Platzbedarf führte dazu, dass Strecken aufgelassen und zunehmend durch Omnibuslinien ersetzt wurden. Bei den Straßenbahnen gab es auch Doppelstockwagen, die ebenfalls zu ersetzen waren. Guy Motors ab 1925 und Karrier ab 1926 boten den Verkehrsunternehmen einen dreiachsigen Doppeldecker als Ersatz für die Doppelstock-Straßenbahnwagen an. Im Gegensatz zum Leviathan und dem AEC 405 waren diese bis zu 30 Fuß lang, je nach örtlicher Bauvorschrift. Damals gab es keine nationalen Vorschriften, sondern die Regeln wurden durch die Kommunen vorgeschrieben. Durch die größere Länge konnten diese die gleiche oder sogar höhere Passagierkapazität bieten als die doppelstöckigen Straßenbahnwagen. Andere Hersteller, insbesondere AEC und die Daimler Motor Company, hatten bislang Doppeldeckermodelle mit drei Achsen nur als Zeichnungsmodell.
Leyland machte in den frühen 1920er Jahren große Verluste. Der Leyland Lion war immer der meistverkaufte Eindeckerbus, Anfang 1926 wurde von diesem eine verlängerte Variante eingeführt. Dadurch kehrte Leyland nach drei Jahren wieder in die Gewinnzone zurück und wurde zum Marktführer unter den Omnibusherstellern. Der damalige Leyland-Vorsitzende Henry Spurrier beschloss, Design-Talente und Ingenieure zu rekrutieren, damit Leyland nicht nur temporär, sondern auch langfristig technische Vorherrschaft und Marktführer bleiben konnte. Leyland ernannte G.J. John Rackham im Sommer 1926 zum Chefingenieur und beauftragte ihn, eine ganz neue Produktpalette mit einem neuen Doppeldeckbus zu starten. Er tat dies, da AEC nun in der Lage war, einen Doppeldeckbus mit einem herkömmlichen Getriebe und verbesserten Motor für den allgemeinen Verkauf herzustellen. Gleichzeitig konnte AEC diesen mit niedrigem Preis anbieten und entstehende Verluste daraus über die garantierten London-Bus-Aufträge kompensieren. Dies und die Konkurrenz von Guy Motors und Karrier mit höheren Kapazitäten würde somit den Leviathan chancenlos machen und eine Produktionseinstellung nach sich ziehen.
Rackham hatte vor dem Ersten Weltkrieg für AEC gearbeitet. Während des Krieges arbeitete er unter anderem am Mark I (Panzer) zusammen mit anderen begabten Ingenieuren wie Walter Gordon Wilson. Nach dem Krieg entwarf er in den Vereinigten Staaten unter dem Chefdesigner John Hertz für die Yellow Coach Company, einem der führenden Bushersteller in den amerikanischen Staaten, eine Reihe von relativ leichten Chassis mit leistungsstarken Motoren mit unterschiedlichen Fahrzeugbodenhöhen.
Basierend auf Vorarbeiten bei Leyland wurde unter Rackhams Führung eine neue Modellpalette entwickelt, und als erstes Modell entstand der Leyland Titan.

## Leyland Titan Vorkriegszeit

### TD1
Der T-Typ als Rackhams erste Leyland-Entwicklung wurde als Doppeldeckerbus Titan TD1 genannt. (Mythologische Namen für Doppeldecker und Tiernamen für Eindecker und Lastkraftwagen wurden ab 1925 zu einer Leyland-Tradition.) Auch ein Eindeckermodell Leyland Tiger wurde mitentwickelt, und beide dreiachsigen Modelle wurden an der Londoner Olympia Motor Show 1927 nach einer kurzen, aber intensiven Entwicklungszeit vorgestellt. Damals waren sie beide weltweit die modernsten Modelle beim Design und in der Handhabung in ihren Kategorien.
Sie vertraten einen immensen Fortschritt im Gegensatz zu dem, was vorher auf den Markt war bei Leyland oder anderswo. Nicht die Funktionen waren neu, aber ihre Kombination in einem Fahrzeug und das Gesamtkonzept der Fahrzeuge setzte einen Riesenvorsprung vor den Wettbewerbern, die zumeist Jahre brauchten, um aufzuholen. Dies sagte der ehemalige AEC-Mitarbeiter Alan Townsin im Rückblick.
Ein wichtiges Merkmal der neuen Leyland-Busse war der Motor, ein Sechszylinder-Ottomotor mit 6,8 Liter Hubraum und obenliegender Nockenwelle für 90–98 hp (67–73 kW) bei bis zu 2200 Umdrehungen pro Minute. Die Leistung wurde über eine Einscheibenkupplung, ein Viergang-Getriebe und eine Kardanwelle auf die Hinterachse übertragen. Das Getriebe war mit dem Motor verblockt. Der Achsantrieb am Differentialgetriebe war als Schneckenradgetriebe realisiert. Dadurch wurde ein niedriger Fahrzeugboden möglich. Vakuum-Servo-Bremsen an allen Achsen waren Standard beim Tiger und Titan, jedoch waren wegen des Fahrzeugbodens diese hinten in spezieller Winkel-Tropfenform im Fahrzeugrahmen eingebaut.
Leyland Motors baute bereits seine eigene Karosserien kurz nach dem Ersten Weltkrieg, neben Leyland in der Nachbargemeinde Farington. Die meisten Lions und viele Lioness erhielten dort ihre Aufbauten. Daneben vergab Leyland Motors auch Lizenzen für Karosseriehersteller zum Nachbau. Es gab aber auch Raubkopien des Leyland-Designs, weswegen Leyland sich das Karosseriedesign des Titans patentieren ließ. Die ebenfalls angebotenen sogenannten Lowbridge Buses hatten eine weniger hohe Karosserie für den Einsatz auf Strecken mit niedrigen Brücken. Diese hatten im Oberdeck einen tieferen Seitengang auf der Fahrerseite und auf einer etwas höheren Ebene daneben Bänke mit je vier Sitzgelegenheiten. Diese Busse hatten 48 oder mehr Sitzplätze. Die Höhe war etwa zwei Fuß weniger als beim Leviathan oder dem AEC 405. Die höheren Highbridge Buses hatten meist 51 Sitzplätze.
Ein Titan mit Luftreifen und der Standard-Karosserie wog leer weniger als 5 Tonnen. Dies bedeutete, dass ein Standard-Titan Luftreifen des gleichen Typs wie beim Lion und ähnlichen Eindeckern tragen konnte. Luftbereifung auf einem schweren Fahrzeug bedeutete zur damaligen Zeit legal 20 Meilen pro Stunde (mph) Höchstgeschwindigkeit statt 12 für Fahrzeuge mit Reifen mit Oberflächen aus festen Materialien. Nicht nur die Größe, sondern auch das Gewicht waren niedriger als bei konkurrierenden dreiachsigen Bussen.
Von 1927 bis 1932 wurden 2352 TD1 hergestellt, die meisten mit Leyland-eigenen Aufbau bzw. solchen von Lizenzherstellern. Ab 1929 gab es auch eine Version mit vollständig in die Karosserie einbezogener hinterer Treppe, wie bei Straßenbahnwagen zu dieser Zeit.

### TD2
Bis 1931 hatte die Konkurrenz zumeist aufgeholt, vor allem AEC, die 1930 ihr Modell AEC Regent einführte. Dieses wurde von Rackham entwickelt, der nach Abschluss der Entwicklung der T-Serie zu AEC gewechselt war, gelockt durch ein wesentlich höheres Gehalt als bei Leyland.
Aufgrund ihrer Unzuverlässigkeit, zusätzlichen Wartungskosten und hohem Benzinverbrauch waren die Dreiachser von Guy Motors und Karrier nach Erscheinen des Titan ins Hintertreffen geraten. Guy Motors konnte nur dank Aufträgen der britischen Armee überleben, während Karrier insolvent wurde und von der Rootes-Gruppe aufgekauft wurde.
1930 wurde zudem eine allgemeine Straßenverkehrsordnung eingeführt und eine Konsolidierung zwischen den Busbetreibern brachte nun Standardwerte bei den maximalen Abmessungen und dem Gesamtgewicht für Busse und Nutzfahrzeuge in Großbritannien und Nordirland. Die maximale Breite betrug nun 7 Fuß 6 Zoll, die maximale Länge für einen zweiachsigen Doppeldecker 26 Fuß mit einem zulässigen Gesamtgewicht von 10 Tonnen. Somit etwa einen Fuß mehr als der TD1. Ende 1931 erschien der TD2. Leyland erhöhte als Ergebnis dieser Veränderungen die Bohrung des Motors, überarbeitete die Hinterachse und führte ein Dreikreis-Bremssystem ein. Ebenso wurden nun größere Reifen verwendet.
Trotzdem sank der Verkauf im Gegensatz zum Vorgänger. Die nun schwerere TD2-Version fiel zunehmend technisch hinter den Wettbewerbern zurück. Optional wurde durch Veränderung der Motorposition eine Karosserie mit einer zusätzlichen Sitzreihe angeboten, aber auch das Frontdesign des TD1 sah nicht mehr aktuell aus, und so wurde die Produktion schon 1933 nach etwa 1000 TD2 eingestellt.

### TD3
Die TD3-Serie ab Mitte 1933, wie die zeitgleiche Tiger-TS6-Serie, hatte eine neu gestaltete kompaktere Karosserie und eine geänderte Anordnung des Motors, wodurch die beim TD2 optionale zusätzliche Sitzreihe nun Standardausstattung war. Erstmals war nun optional ein 8,6-Liter-Dieselmotor mit Direkteinspritzung verfügbar, ebenso wie ein Drehmomentwandler. Mit diesem wurde er zum TD3c und trug den Schriftzug Getriebeloser Bus auf dem Kühler.
Verbessert wurde auch die Abstimmung des Standard-Schaltgetriebes, und für das Karosserie-Gerüst wurde nun statt Hartholz Stahl verwendet.

### TD4
1935 erschien der TD4 mit Änderung des Bremssystems von Vakuum zu Hydraulik. Der 8,6-Liter-Dieselmotor war nun Standardmotor, die Karosserie wurde unter anderem von Metro Cammell Weymann (MCW) gestaltet.

### TD5
Der TD5 ab 1937 erhielt ein 24-Volt-Bordnetz und die Motoren durchgehende Öl-Schmierung, beides war zuvor nur optional erhältlich. Der Rahmen hatte eine größere Tiefe in den vorderen Radhäusern für niedrigeren Fahrzeugboden. Ein 7,4-Liter-Ottomotor mit OHV-Ventilsteuerung, bekannt als Leyland Mark III, wurde für die Busunternehmen aus Bournemouth und Eastbourne verbaut.

### TD6
Diese Reihe wurde nur von 1938 bis 1939 für die Birmingham Transport Corporation gebaut. Hierbei handelte es sich um einen TD5c mit Drehmomentwandler und flexibler Motoraufhängung.

### TD7
Der letzte Vorkriegs-Titan hatte eine flexible Motoraufhängung und das Getriebe eine größere Schwungmasse. Er wurde parallel zum TD5 produziert. Auf Verfügung der Regierung Anfang 1940 wurde die Produktion der meisten bestellten Exemplare eingefroren. Die übrigen Bestellungen wurden bis Ende 1941 ausgeführt und danach die Titan-Produktionslinie geschlossen, um Kapazitäten für den Bau von Panzern zu bekommen.

### TD8
Ursprünglich erhielt Leyland vom Ministerium für Versorgung einen Auftrag zur Produktion von 500 Standardbussen ab Oktober 1941. Durch Änderung der Regierungspolitik wurde jedoch Guy Motors beauftragt, 500 Chassis nach den gleichen Zeichnungen wie TD8 zu bauen, während Leyland sich auf den Bau von Panzern konzentrieren sollte. Die von Guy ab Frühjahr 1942 hergestellten Busse waren die ersten der später als Guy Arab bekannten Modelle.

### Die dreiachsige Variante Titanic
Doppeldeckerbusse mit einer größeren Kapazität und größerer Länge als 26 Fuß benötigten vor dem Zweiten Weltkrieg ein dreiachsiges Fahrgestell. Diese wurden von Leyland mit ansonsten ähnlichen Spezifikationen (auch Motoren) gebaut und unter dem Namen Titanic vertrieben. Während der elfjährigen Bauzeit wurden nur 46 Titanics in sechs Bauserien mit einer Länge von 30 Fuß produziert (TT1 bis TT6). Die etwa 72 Sitzplätze bietenden Doppeldecker hatten zwei angetriebene Hinterachsen mit Einzelbereifung.

## Leyland Titan in der Nachkriegszeit

### PD1
Im Gegensatz zu AEC, die zunächst Vorkriegsmodelle weiterführten, präsentierte Leyland 1945 einen völlig neuen Titan. Beim PD1 war nur die Vorderachse ähnlich dem TD7. Alle anderen Komponenten waren neu, auch wenn die Struktur und Gliederung des Standard-Stahlrahmens ähnlich dem Vorkriegsmodell war, präsentierte sich die Karosserie leicht verlängert und verbreitert und die unteren Sitzreihen anders verankert. Zudem gab es größere Seitenfenster, und das obere Dach konnte erstmals auf der Innenseite mit Verkleidung bestellt werden. Das „P“ stand bei Leyland für Personenwagen und „D“ für Double-Deck. Der Titan PD1, der ursprünglich noch als TD9 entwickelt wurde, bekam auch wieder eine "single-decker"-Version als Tiger PS1.
Zu den Neuheiten zählte der E181 7,4-Liter-Ottomotor, eine Weiterentwicklung eines Vorkriegs-6,2-Liter-Aggregats, das bereits in einigen TD8 Tigers und Prototypen verwendet wurde. Die überarbeiteten Bohrungsdimensionen glichen denen des späteren Matilda-II-Panzers. Der E181 war ein Sechs-Zylinder-OHV, der 100 PS bei 1800 Umdrehungen pro Minute und 328 Nm Drehmoment bei 1150 Umdrehungen pro Minute leistete. Diese Werte waren etwas besser als beim größeren Vorkriegs 8,6-Liter-OHC-Motor und der Kraftstoffverbrauch war niedriger. Die beim TD7 erhältliche flexible Motoraufhängung war nicht vollständig erfolgreich und der PD1 kehrte daher zu einer starren Motoraufhängung zurück. Als Getriebe kam ein 4+1-Stirnradgetriebe zum Einsatz. Die Bremsanlage bestand aus drei Vakuum-Bremskreisen mit Servounterstützung. Ein neuer, größerer Kühler wurde nun eingebaut, wobei der Einfüllstutzen auf die Beifahrerseite versetzt wurde zugunsten eines breiteren Führerhauses.
Die Abmessungen des PD1 betrugen 26 Fuß in der Länge und 7 ft 6 inch in der Breite. Die PD1-Serie wurde von 1946 bis 1952, teilweise parallel zum Nachfolger PD2, produziert. Über 5000 mit dem 7,4-Liter-Motor ausgestattete Leyland-Busse wurden gebaut, aber die meisten von ihnen waren Tigers, vor allem weil der Tiger PS1 länger in Serienproduktion war. Dennoch wurden über 1950 PD1-Titans gebaut, meist zwischen 1946 und 1948.

### OPD1
Die Titan OPD1 waren speziell für den Export bestimmt, „O“ stand hier für „overseas“. Diese Exportversion hatte einen ähnlichen Rahmen aber aus geringfügig dickerem Stahl, und die Dimensionen waren größer. So betrug der Radstand 17 Fuß 6 Zoll im Vergleich zu 16 Fuß 3 Zoll, und die Karosserie war 18 Zentimeter länger, als es die heimischen Vorschriften erlaubten. Der andere große Unterschied zum PD1 war (ebenso wie der ähnliche Tiger OPS1) die Ausstattung mit dem Vorkriegs-8,6-Liter-OHC-Ottomotor.

### PD2
Der E181-Motor wurde von Leyland als Zwischenlösung verbaut, bis ein besseres Triebwerk verfügbar war. So startete auch der erste Nachkriegs-Leyland-Lkw, der (intern genannte) Interim Beaver. Ab 1946 begann Leyland nach und nach seine Lkw-Modelle Beaver, Leyland Steer, Leyland Octopus, Leyland Hippo wieder zu produzieren. Gleichzeitig endete die E-Nummerierung für Motoren. Die neuen Triebwerke wurden nach Umrechnung in Kubik-inches (durch den US-Einfluss während des Zweiten Weltkrieges) benannt. So hieß der Leyland O.600, O für Öl (britischer Motoren-Sprachgebrauch für Kompressionszündungsmotoren anstatt Benennung der deutschen Bezeichnung Diesel) und 600 für 600 Kubik-inch Hubraum, was 9,8 Liter entspricht. Die einzigen zeitgenössischen schweren Fahrzeug-Kompressionszündungsmotoren in Großbritannien mit äquivalentem Hubraum waren der AEC 9,6-Liter-Dieselmotor (ab 1939) und der 9,1-Liter Albion Motor Car (ab 1937). Denen war der O.600 mit 125 PS bei 1800/min. und einem maximalen Drehmoment von 410 Nm bei nur 900 Umdrehungen pro Minute überlegen. Dieser Motor bot im Titan PD2 schnelle Beschleunigung bei zugleich großer Wirtschaftlichkeit. In der Folge überzeugte er auch durch hohe Laufleistungen und große Zuverlässigkeit. Somit überrascht es nicht, dass dieser Motor bis Produktionsende der Titan-Baureihe 1969 und in anderen Modellen bis in die 1970er Jahre verwendet wurde. Ein wichtiges Merkmal des O.600 war, dass Zylinderblock und Kurbelgehäuse als eine Einheit gefertigt waren. Der Zylinderkopf war in zwei Teile unterteilt, wobei jede Kopf- und Dichtungs-Einheit, die drei Zylinderbohrungen und andere wichtige Funktionen durch ein Zahnrad anstatt einer Kette angetrieben wurden, um die Zuverlässigkeit zu verbessern. Für letzteres wurde auch die Nockenwelle im Motorblock unten montiert.
Neben dem neuen Dieselmotor erhielt der PD2 auch einen neu gestalteten Rahmen mit sorgfältig in der Tiefe gestaffelten Längsträgern. Hierdurch sollte keiner über- oder unterbeansprucht werden. Der O.600 wurde im Chassis an drei Punkten flexibel befestigt. Eine vergrößerte Kupplung und ein neues Getriebe mit nun synchronisiertem zweiten und dritten Gang waren weitere wegweisende Funktionen beim britischen Bus-Chassisbau. Ab 1962 wurde der PD2 nur noch für die Breite des Wagenkastens von 8 Fuß hergestellt.

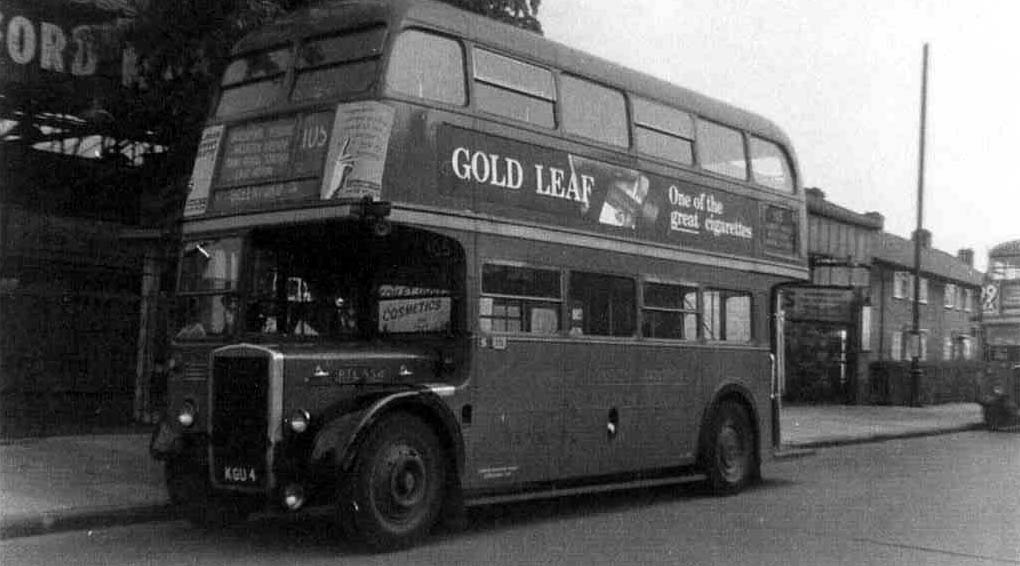
London Transport RTL mit klassischem Kühler
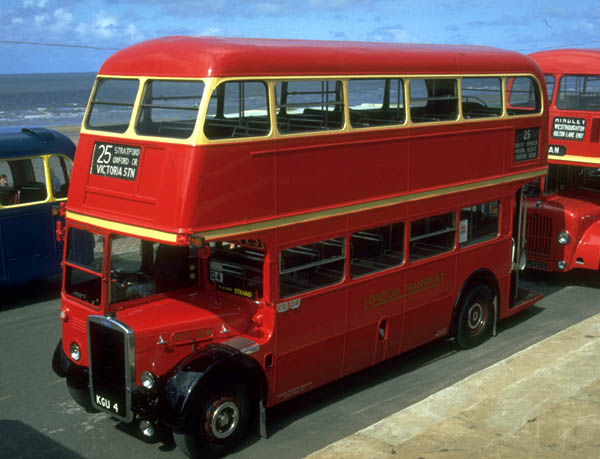
RTL 554, restauriert 1991
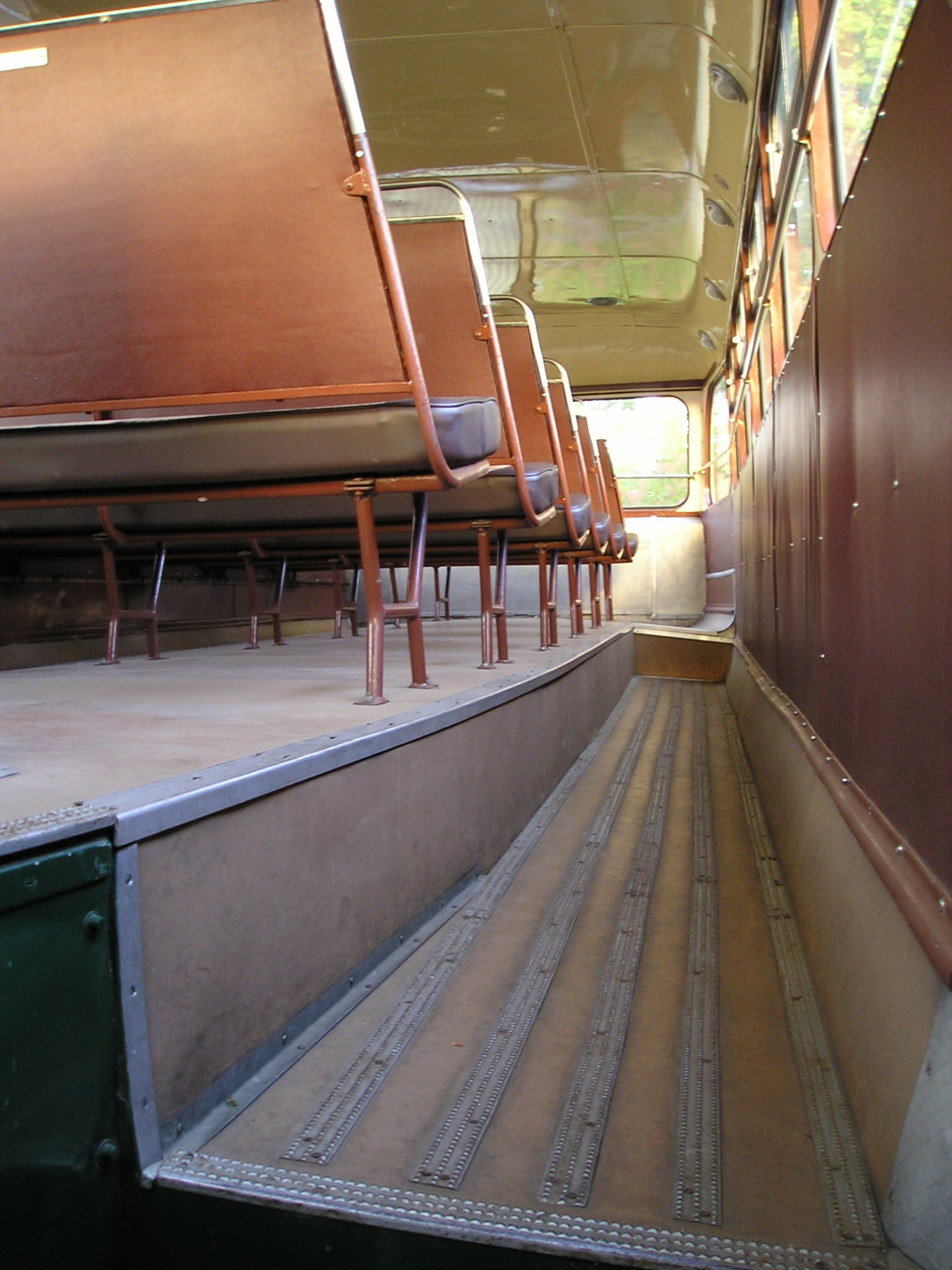
Titan PD2 mit Lowbridge-Aufbau mit seitlichem Gang im Oberdeck von East Lancs
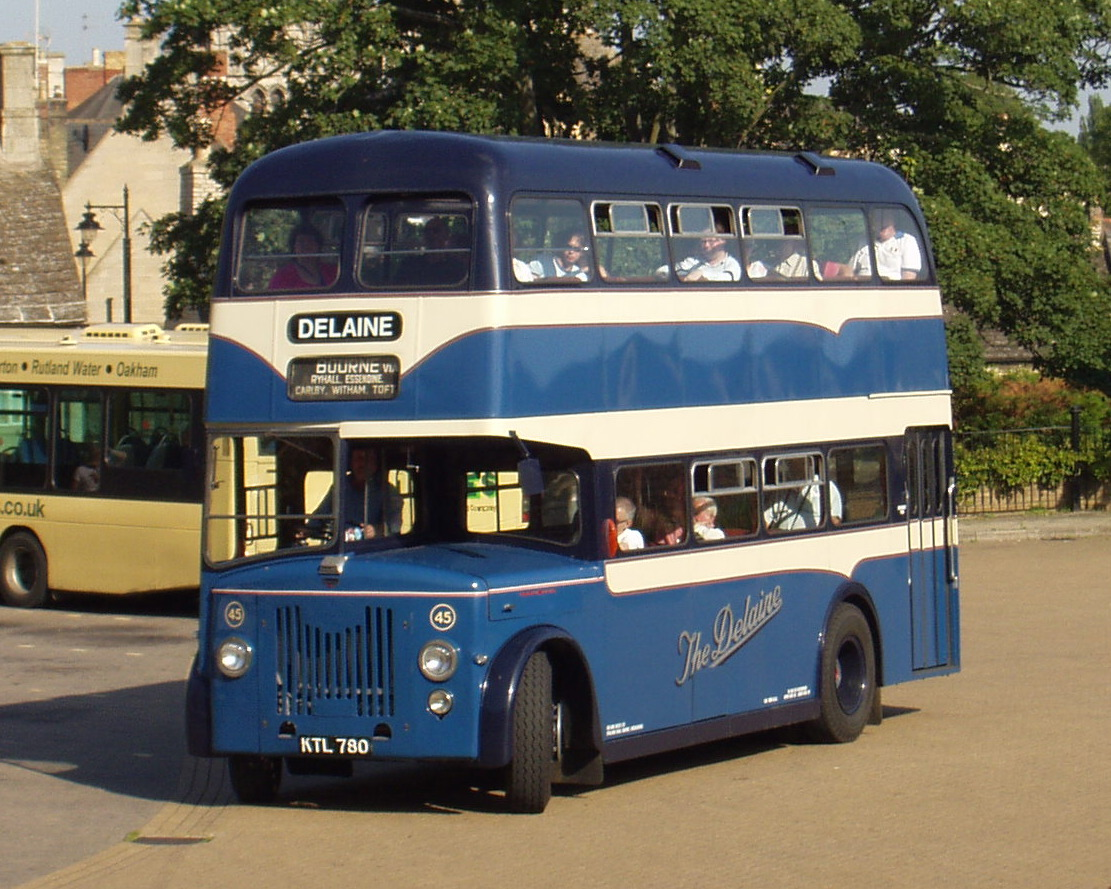
Titan PD2 mit Aufbau von Willowbrook mit „Midland-Red-Front“ und Falttüren am Heckeinstieg
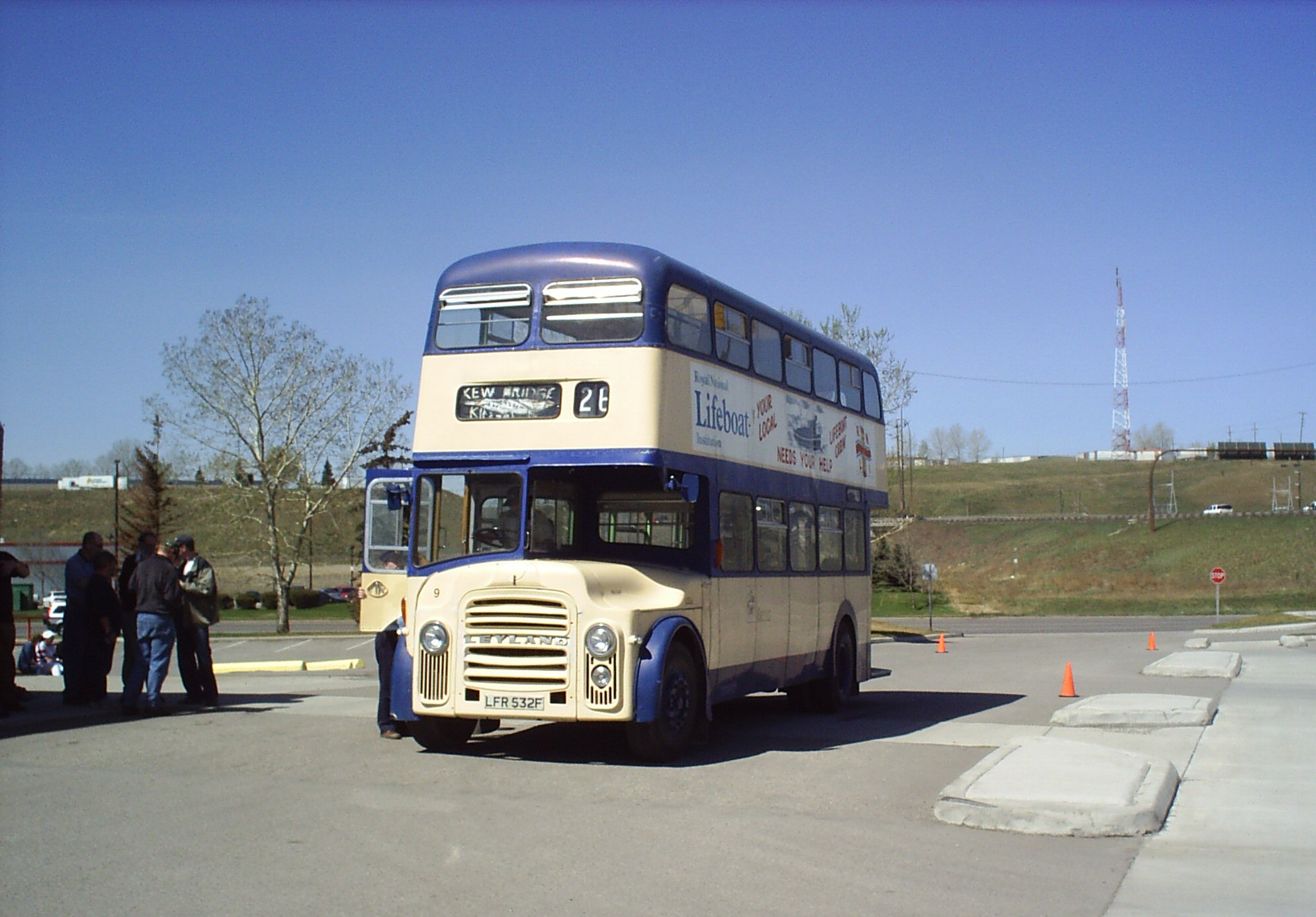
Titan PD2 mit „St-Helens-Front“ und offenem Heckeinstieg
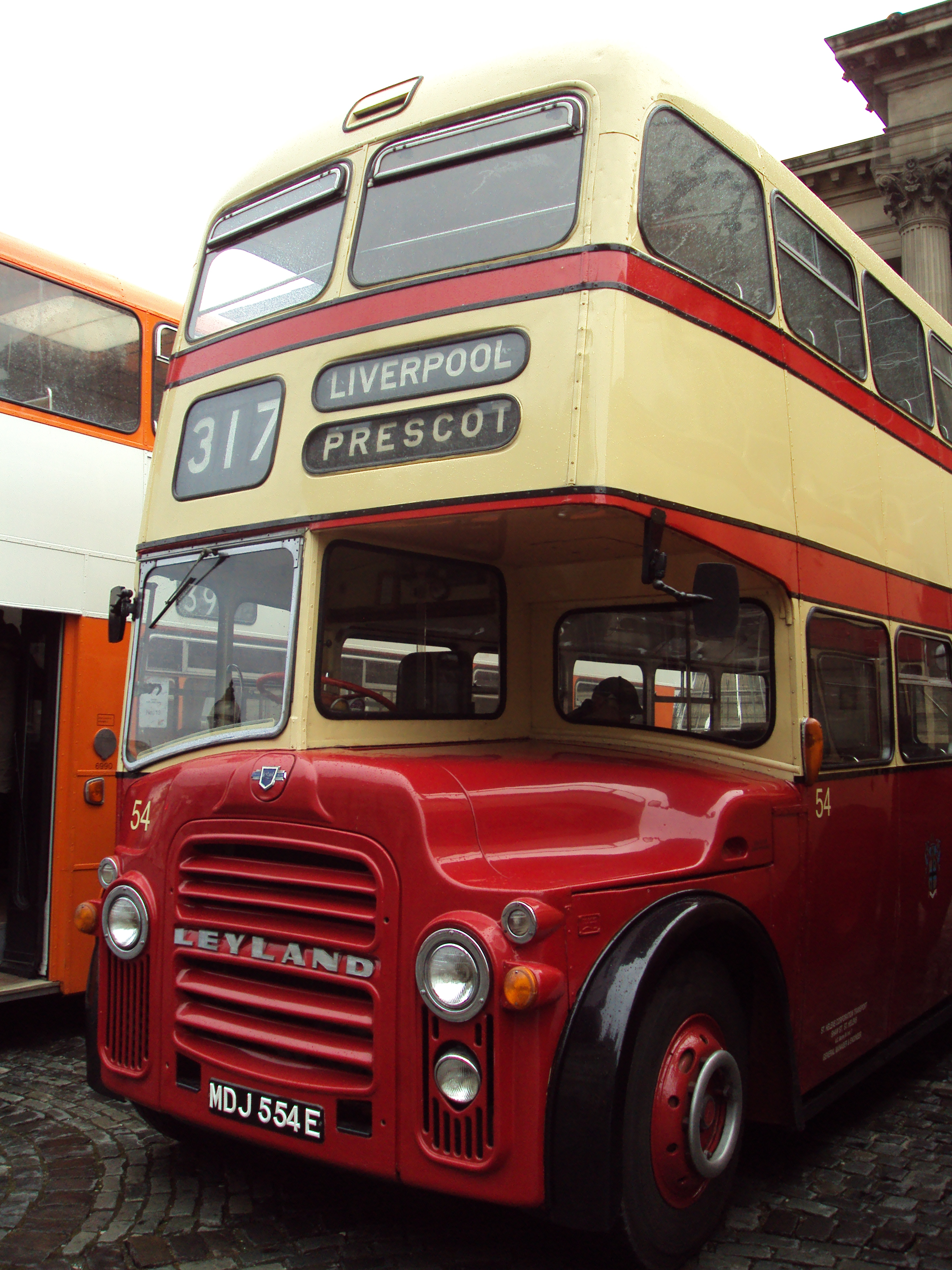
St-Helens-Front

### PD3
Die britischen Bau- und Nutzungs-Vorschriften wurden im Juli 1956 gelockert, mit maximaler Länge von zweiachsigen Doppeldeckbusse auf 30 Fuß und Gesamtgewicht bis 14 Tonnen. Leyland reagierte sofort auf diese entspannten Vorschriften durch die Ankündigung einer neuen Titan-Modellpalette PD3 mit entsprechenden Modell-Konfigurationen. Ein spezielles Exportmodell gab es nun nicht mehr, dicker Stahl für den Rahmen und die spezielle Hinterachse waren nun immer Standard. Die erste Präsentation der neuen Baureihe fand 1956 auf der Commercial Motor Show statt. Nachdem Leyland 1954 die Herstellung eigener Karosserien beendet hatte, trug das Ausstellungsmodell einen Metro-Cammell-„Orion“-Aufbau. Gezeigt wurde es mit 74 Sitzplätzen, ausgeliefert jedoch mit 68 Sitzplätzen. Im Laufe der Baujahre waren folgende Aufbauhersteller an der Produktion beteiligt:
Alexander (Anzahl der Aufbauten 397, mit Tür hinter der Vorderachse)
Burlingham (144, mit Tür hinter der Vorderachse oder hinter der Hinterachse)
CIE (Irland) (152, mit Tür hinter der Hinterachse)
East Lancashire Coachwork (193, mit Tür hinter der Vorderachse oder hinter der Hinterachse)
Glasgow Corporation (25, mit Tür hinter der Vorderachse), Eigenkarosserierung durch das Verkehrsunternehmen
Massey Brothers (49, mit Tür hinter der Vorderachse oder hinter der Hinterachse)
MCW-Gruppe (510, mit Tür hinter der Vorderachse oder hinter der Hinterachse)
Neepsend (15, mit Tür hinter der Vorderachse)
Northern Counties (442, mit Tür hinter der Vorderachse oder hinter der Hinterachse)
Park Royal (28, mit Tür hinter der Hinterachse)
Roe (174, mit Tür hinter der Vorderachse oder hinter der Hinterachse)
UTA (142, mit Tür hinter der Vorderachse)
Willowbrook (37, mit Tür hinter der Vorderachse oder hinter der Hinterachse)
Yeates (2, mit Tür hinter der Hinterachse)
Es gab serienmäßig drei verschiedene Fronten:
Kühler hinter einem „klassisch“ rechteckigen, aufrecht stehenden Leyland-Grill (433 Stück)
Kühler verdeckt hinter einer Front aus Metall (Midland-Red-Front, 754 Stück)
Kühler verdeckt hinter einer Fibreglass-Front (St-Helens-Front, 460 Stück)
Außerdem wurden insgesamt 663 PD3s von Aufbauherstellern mit einer vollständig umbauten Front in ihrem eigenen Stil gebaut. Insgesamt gab es 2310 PD3-Busse auf den britischen Inseln.

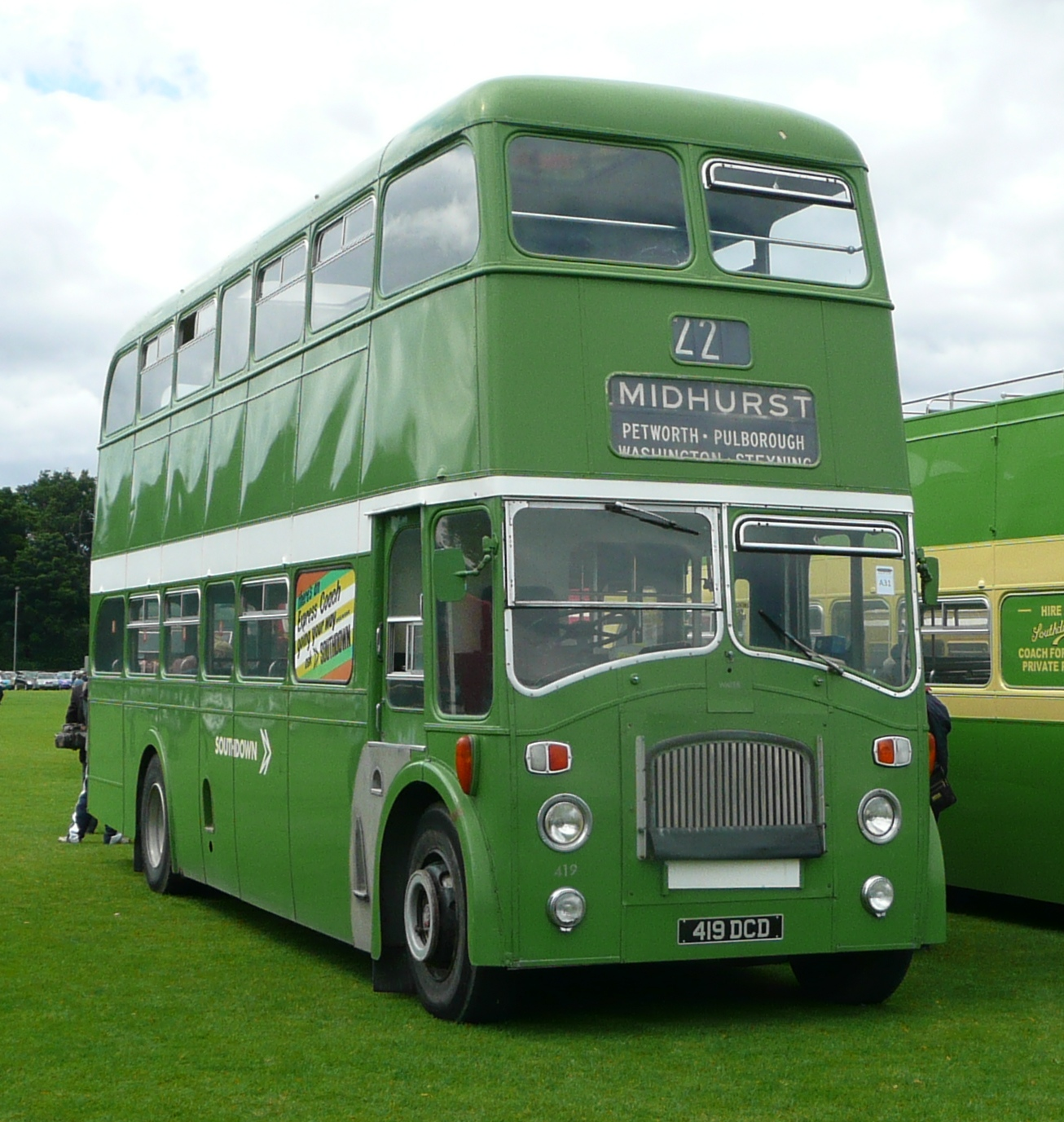
Titan PD3 mit Northern-Counties-Aufbau mit „voller Front“ für Southdown, wg. der Größe nach dem Schiff Queen Mary benannt

Es gab verschiedene Bauserien, alle hatten eine Wagenkastenbreite von 8 Fuß:
PD3/1: New-look Front, manuelles Schaltgetriebe, Druckluftbremse
PD3/2: New-look Front, halbautomatisches Getriebe ("Pneumocyclic"), Druckluftbremse
PD3/3: New-look Front, manuelles Schaltgetriebe, Vakuum-Bremse
PD3/4: klassischer Kühler, manuelles Schaltgetriebe, Druckluftbremse
PD3/5: klassischer Kühler, halbautomatisches Getriebe, Druckluftbremse
PD3/6: klassischer Kühler, manuelles Schaltgetriebe, Vakuum-Bremse
PD3/11: New-look Front, manuelles Schaltgetriebe, Druckluftbremse
PD3/A/12: New-look Front, halbautomatisches Getriebe, Druckluftbremse
PD3/14: klassischer Kühler, manuelles Schaltgetriebe, Druckluftbremse
PD3/A/15: klassischer Kühler, halbautomatisches Getriebe, Druckluftbremse
Bei schottischen Verkehrsbetrieben liefen die Leyland-Busse unter dem alten Markennamen Albion.
Auf Wunsch war nun auch der Leyland O.680 11,1-Liter-Dieselmotor mit 150 PS sowie eine Servolenkung erhältlich. Die von verschiedenen Herstellern produzierten Karosserien unterschieden sich nun teilweise erheblich bei der Sitzplatzanzahl, der Nutzung für spezielle Anforderungen wie Flughafenverkehr mit hinterem Kofferraum oder Spezialausführungen. Leyland lieferte nur das Chassis, der Kunde wählte dabei hydraulisches oder Druckluft-Bremssystem, Motorvariante sowie Getriebeart (Schaltgetriebe oder Halbautomatik) und ließ sich von einem Aufbauhersteller seiner Wahl den Aufbau erstellen. Darüber hinaus gab es Kunden, die nur das Fahrgestell orderten mit Antriebsvarianten anderer Hersteller ausstatteten oder neue technische Entwicklungen verbauen ließen. In der Regel wurden dabei Chargen geordert, die das jeweilige Einzelfahrzeug entsprechend günstiger machten.
1967 erfolgte die letzte Überarbeitung, die viele Komponenten des moderneren Heckmotor-Busses Leyland Atlantean wie neue Zweikreis-Druckluftbremsanlage und halbautomatisches Getriebe übernahm.
Durch den Zusammenschluss zur British Leyland Motor Corporation erfolgte 1969 die Produktionseinstellung der Baureihe in Großbritannien. Einige Jahre später wurden neue Prototypen getestet, wodurch später das Heckmotor-Doppeldecker-Modell Leyland Titan (B15) entstand. Das letzte Exportmodell der Titan PD-Reihe ging nach Indonesien, das letzte Inlandmodell trug eine East-Lancs-Karosserie und wurde von der Ramsbottom Gesellschaft bestellt und im November 1969 an dessen Tochterunternehmen SELNEC PTE ausgeliefert. Die Produktionsanlagen wurden nach Indien zu Ashok Leyland gebracht, wo die Baureihe danach als Ashok Leyland Titan produziert wurde.